# Ървинг Бърлин
Ървинг Бърлин (на английски: Irving Berlin) е американски композитор, написал повече от 900 песни, 19 мюзикъла и музика към 18 филма.
По повод на неговата 90-годишнина вестник „Ню Йорк Хералд Трибюн“ пише: „Ървинг Бърлин не е характерен с това, че заема едно или друго място в американската музика. Сам по себе си той е американската музика.“

## Биография
Ървинг Бърлин се ражда на 11 май 1888 година като Израил Бейлин в еврейското семейството на Лена Липкин и Моисей Бейлин. По това време семейството му живее в щетъла Толочин, днес в Беларус, но според някои хипотези той не е роден там, а в Тюмен, Могильов или Тоболск. Когато е на 4 години, семейството му като много други евреи емигрира в Съединените щати и пристига в Ню Йорк на 14 септември 1893 г. При пристигането им на Елис Айлънд фамилията „Beilin“ е променена на „Baline“. Според биографа Лорънс Бергрийн като възрастен Бърлин признава, че няма спомени от първите си пет години в Русия.
След смъртта на баща му през 1901 година Ървинг се издържа от продажба на вестници, а по-късно става уличен певец. През 1909 г. става професионален автор на текстове, а по късно започва да композира, въпреки че няма специално образование. Той не познава добре нотите, нито има познания по хармония, основи на композирането или от ритъм. Ървинг не се научава да свири добре на пиано, като цял живот изпълнява с пръстите на едната ръка, така както го е правил още в началото на кариерата си. Бърлинг композира и пише текстове, като назначава помощници за нотирането и хармонията.
Бърлин се жени за първи път през 1912 г., но 5 месеца след сватбата съпругата му умира от коремен тиф. После се жени, скандализирайки обществото с голямата разлика в годините между него и избраницата му. Айлийн, втората му съпруга, ражда 3 дъщери.

## Музикална кариера
Бърлин добива бърза известност през 1911 г., когато реномирани танцови оркестри започват да включват в репертоара си композицията „Александър Рагтайм Бенд“ (Alexander's Ragtime Band).
Сред по-популярните му песни са „Боже, благослови Америка“ (God Bless America, 1918), „Сини небеса“ (Blue Skies, 1926), „Буза до буза“ (1935), „Бяла Коледа“ (White Christmas, 1942) – само в САЩ до 1978 г. тази песен е преиздадена в над 120 милиона грамофонни плочи, а в нотно издание достига 5,5 милиона екземпляра. Композициите на Ървинг Бърлин са над 1000. Две трети от тях стават основа за филми и мюзикъли.
Негови песни изпълняват Даяна Рос, Барбара Стрейзанд, Франк Синатра, Луис Армстронг, Джуди Гарланд, Линда Ронщад, Бинг Кросби, Нат Кинг Коул, Били Холидей, Ела Фицджералд, Селин Дион, Марк Антъни и др.